# Banda di valenza

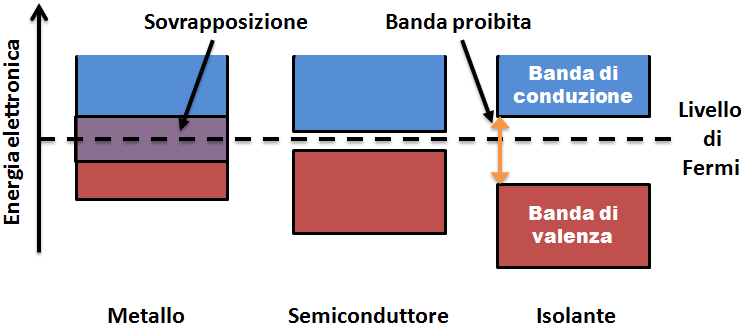
Schema semplificato della struttura elettronica a bande per metalli, semiconduttori e isolanti.

In un isolante o un semiconduttore, si definisce come banda di valenza quella della struttura elettronica a bande più alta in energia fra quelle occupate da elettroni. Il termine "valenza" è stato attribuito in analogia agli elettroni di valenza di un atomo, che sono quelli del guscio atomico più esterno. E come in un atomo, gli elettroni di valenza di un solido sono quelli responsabili delle caratteristiche fisiche principali del solido.